# SA-Ehrenmal der Gruppe Mitte

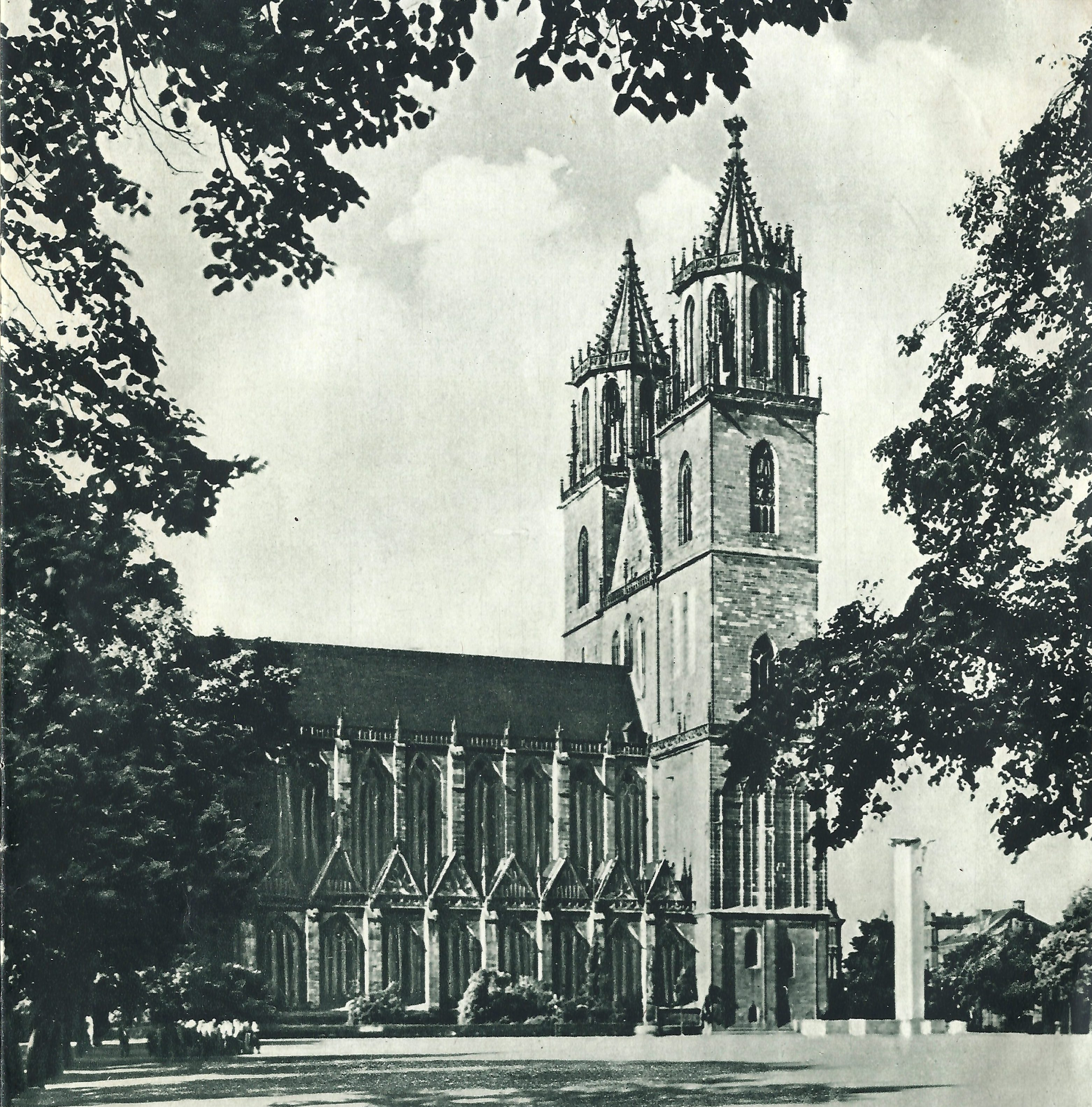
SA-Ehrenmal, rechts des Doms, zwischen 1936 und 1938

Das SA-Ehrenmal der Gruppe Mitte war ein in der Zeit der nationalsozialistischen Gewaltherrschaft errichtetes Denkmal in Magdeburg im heutigen Sachsen-Anhalt. 

## Lage
Das Denkmal befand sich westlich nahe dem Nordturm des Magdeburger Doms auf der Südseite des Domplatzes in der Magdeburger Altstadt.

## Gestaltung und Geschichte
Die nationalsozialistische SA ließ das Denkmal zur Erinnerung an die „Gefallenen der Gruppe Mitte“ errichten. In einem ausgeschriebenen Wettbewerb setzte sich der gebürtige Magdeburger Hans Wissel aus Königsberg durch. Wissel fertigte Modelle aus Gips an, die dann von ihm und der Bildhauerwerkstatt Zeidler & Wimmel in Bunzlau in große Figuren aus Sandstein übertragen wurden. 
Die Grundsteinlegung erfolgte im Juni 1934. Es entstand ein monumentales Denkmal, bestehend aus einem 18 Meter hohen Sockel mit rechteckiger Grundfläche. Auf dem Sockel thronte ein nach Norden strebender Adler, unter dessen Flügeln und Rumpf sich Figuren mehrerer SA-Männer befanden. Die Darstellung sollte SA-Männer unter dem Schutz des Reichsadlers symbolisieren.
Am 23. Februar 1936 fand die Einweihung des Denkmals statt. Insgesamt marschierten aus diesem Anlass 10.000 Personen unterschiedlicher Formationen auf. Neben der SA selbst gehörten dazu auch Einheiten der SS, des Nationalsozialistischen Kraftfahrkorps (NSKK), der HJ, des Reichsarbeitsdienstes und der Wehrmacht.
Während des Zweiten Weltkriegs wurde das Denkmal im Jahr 1945 beschädigt und nach Ende der nationalsozialistischen Gewaltherrschaft wieder abgerissen.